# 9 лютого
9 лютого — 40-й день року в григоріанському календарі. До кінця року залишається 325 днів (326 днів — у високосні роки).

## Свята і пам'ятні дні

### Міжнародні
- День стоматолога.

### Релігійні

#### Християнство
- День Святої Аполлонії Александрійської (249).
- День Блаженної Анни Катаріни Еммерік (1774—1824)

Православні:
- Віддання свята Стрітення Господнього.
- Мученика Никифора з Антіохії Сирійської.
- Преподобного Панкратія, ієромонаха, затворника Києво-Печерського, в Дальніх печерах.
- Знайдення мощей святителя Інокентія (Кульчицького), єпископа Іркутського.
- Священномучеників Маркела, єпископа Сикелійського, Філагрія, єпископа Кіпрського, і Панкратія, єпископа Тавроменійського.

## Іменини
✝  Католицькі:
✙ Православні: Никифор, Панкратій, Інокентій, Маркел, Філагрій.

## Події

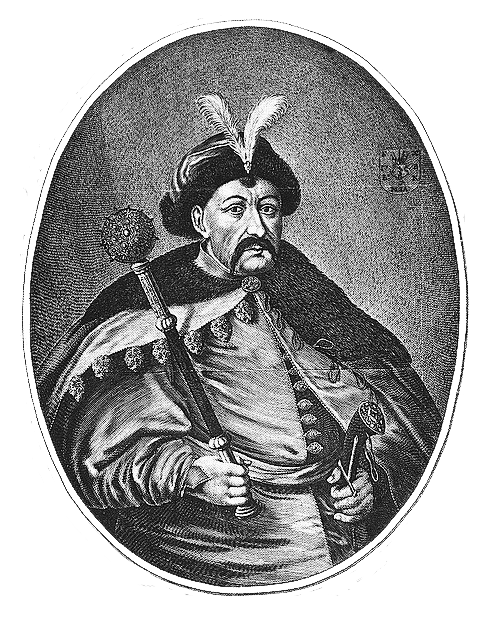
Богдан Хмельницький

- 1234 — Монгольське завоювання Китаю: монголи захопили Кайфен, столицю Династії Цзінь, і підкорили першу з трьох великих держав середньовічного Китаю
- 1263 — при Дауґавґриві (сучасна Латвія) литовське військо під командуванням князя Тренети розбило лівонських хрестоносців
- 1667 — у селі Андрусові поблизу Смоленська укладене перемир'я між Річчю Посполитою і Московським царством, за яким Україна була поділена навпіл (кордон пройшов по Дніпру)
- 1722 — у Петербурзі видано царський указ про висилку 10 тис. козаків на будівництво Ладозького каналу і 10 тис. козаків на будівництво Донського каналу.
- 1849 — на території Папської держави революціонери проголосили Італійську Республіку
- 1863 — американець Елансон Крейґ запатентував вогнегасник
- 1893 — прем'єра опери Дж. Верді «Фальстаф» (Мілан)
- 1893 — відбувся перший у світі сеанс стриптизу (Париж, «Мулен Руж»). Арешт стриптизерки поліцією викликав заворушення в місті.
- 1897 — в Російській імперії розпочався перший загальний перепис населення (126,4 млн осіб, з них 22,6 млн. українців)
- 1900 — Двайт Ф. Девіс заснував тенісний турнір на Кубок Девіса
- 1904 — напад Японії на Порт-Артур, початок російсько-японської війни; у Жовтому морі, поблизу порту Чемульпо, битва крейсера «Варяг» і канонерки «Кореєць» з японською ескадрою
- 1909 — у США прийняли перший закон про заборону наркотиків
- 1918 — війська Червоної армії під командуванням М. Муравйова після п'ятиденного артилерійського бомбардування захопили столицю Української Народної республіки Київ. Жертвами червоного терору в Києві стали кілька тисяч осіб
- 1918 — підписано Берестейський мирний договір, згідно з яким Німецька імперія, Австро-Угорська імперія, Османська імперія і Болгарське царство визнали УНР самостійною державою
- 1920 — Шпіцбергенський трактат визначив міжнародно-правовий статус архіпелагу Свальбард (Шпіцберген)
- 1923 — повстання засуджених до розстрілу отаманів Холодного Яру в Лук'янівській в'язниці Києва
- 1929 — у Москві розпочався перший тиждень української літератури
- 1931 — російський співак Ф. Шаляпін відсудив 10 тисяч франків у Радянського комерційного бюро в Парижі за піратське тиражування його пісень в СРСР
- 1934 — сформований воєнно-політичний союз Балканська Антанта
- 1942 — у Києві німці заарештували Олену Телігу та інших представників української інтелігенції, переважно членів ОУН (М)
- 1943 — Вінстон Черчилль повідомив Й. Сталіна про підготовку відкриття другого фронту в Європі в серпні-вересні 1943 р.
- 1951 — кінозірка Ґрета Ґарбо отримала американське громадянство
- 1955 — відкрився Римський метрополітен
- 1961 — The Beatles вперше виступили під цією назвою в ліверпульському клубі Cavern
- 1969 — здійснив свій перший політ широкофюзеляжний пасажирський літак Боїнг-74.
- 1964 — The Beatles вперше з'явилися в прямому ефірі американського телебачення («Шоу Еда Саллівана»); шоу дивилися майже 74 млн телеглядачів
- 1972 — відбувся перший виступ нової групи Пола Маккартні, Wings
- 1991 — литовці проголосували за незалежність
- 1993 — Пол Маккартні випустив сольний альбом Off the Ground
- 2015 — у Логвиновому російські військові розстріляли полонених із 30-ї бригади О. Бердеса, В. Демчука, П. Плацинського.
- 2018 — поблизу сирійського міста Хішам силами коаліції на чолі з США розгромлено колону російських найманців. Багато вбитих і поранених.

## Народились

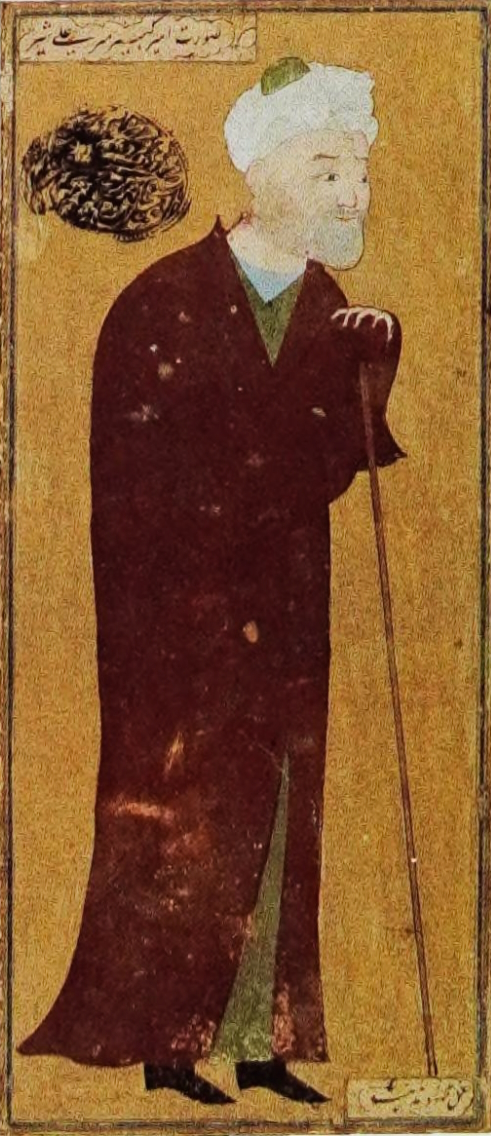
Алішер Навої

Дивись також Категорія:Народились 9 лютого
- 1441 — Алішер Навої, узбецький поет і мислитель. Видатний гуманіст середньовіччя Сходу.
- 1737 — Томас Пейн, письменник і політичний філософ.
- 1773 — Вільям Генрі Гаррісон, 9-й президент США (1841)
- 1815 — Мадрасо Федеріко, іспанський історичний живописець і портретист.
- 1826 — Костянтин Трутовський, український живописець і графік
- 1846 — Вільгельм Майбах, німецький інженер, конструктор першого «Мерседеса»
- 1874 — Всеволод Меєргольд, російський театральний режисер-новатор
- 1885 — Альбан Берг, австрійський композитор
- 1910 — Жак Моно, французький біохімік, Нобелівський лауреат
- 1928 — Рінус Міхелс, видатний нідерландський футболіст і тренер, винахідник тотального футболу
- 1937 — Гільдегард Беренс, німецька оперна співачка, одна з найкращих вагнерівських сопрано
- 1942 — Керол Кляйн (Кінг), американська співачка та композитор, надзвичайно популярна в США в 1970-і роки.
- 1943 — Джо Пеші, американський кіноактор («Один вдома», «Смертельна зброя»)
- 1945 — Міа Ферроу, американська акторка кіно та театру, колишня дружина Френка Сінатри та Вуді Аллена
- 1945 — Януш Пицяк-Пецяк, польський сучасний п'ятиборець, олімпійський чемпіон в Монреалі 1976 року, чемпіон світу.
- 1979 — Мена Суварі, голлівудська кіноакторка («Американський пиріг», «Американська краса»).
- 1979 — Чжан Цзиї, китайська акторка («Тигр підкрадається, дракон ховається», «Мемуари гейші»).
- 1983 — Василь Зубанич, учасник війни на сході України, Герой України (2015).

## Померли
Дивись також Категорія:Померли 9 лютого
- 1248 — Аль-Аділь II Абу Бакр ібн Мухаммад, єгипетський султан з династії Аюбідів.
- 1619 — Джуліо Чезаре Ваніні, італійський філософ-пантеїст.
- 1733 — Амалія Генрієтте фон Сайн-Вітгенштейн-Берлебург (нар. 1664), графиня лінії Сайн-Вітгенштейн-Берлебург[ru] і через одруження графиня Ізенбург-Бюдінген в Меерхолц, засновник лінії Ізенбург-Бюдінген-Меерхолц.
- 1811 — Невіль Маскелін, англійський астроном.
- 1881 — Федір Достоєвський, російський письменник.
- 1901 — Луї Менар, французький поет.
- 1905 — Адольф фон Менцель, німецький живописець.
- 1918 — Яків Гандзюк, генерал-майор російської армії, український військовий діяч часів Перших Визвольних змагань, закатований «червоними».
- 1927 — Олена Косач, українська письменниця.
- 1957 — Міклош Горті, регент Угорське королівство (1920—1944), віцеадмірал австро-угорського флоту.
- 1960 — Олександр Бенуа, російський та французький художник, мистецтвознавець.
- 1966 — Софі Такер, американська співачка, актриса, комедіантка і радіоведуча українського походження.
- 1967 — Володимир Сукачов, біолог, географ, лісівник.
- 1981 — Білл Гейлі, піонер рок-н-ролу (Rock Around the Clock).
- 1994 — Говард Темін, американський вірусолог, Нобелівський лауреат.
- 2001 — Герберт Саймон, американський соціолог, економіст, лауреат Нобелівської премії з економіки.
- 2005 — Раїса Кириченко, українська співачка.